# Font d'en Fargues
|  | Aquest article tracta sobre la font d'aigua. Vegeu-ne altres significats a «La Font d'en Fargues». |

La Font d'en Fargues dona nom a un barri de Barcelona.

## Història
El 1900, Montserrat de Casanovas i Pere Fargas van decidir construir una petita cova a la font que tenien a les seves terres del Turó de la Rovira. També s'hi va construir un berenador amb un quiosc modernista.
L'aigua tenia gran prestigi perquè segons deien tenia propietats oligometàl·liques i lítiques i durant uns anys es va comercialitzar. Va ser un indret de gran afluència per fer-hi fontades i aplecs fins ben entrats els anys 1970, quan s'hi va construir un restaurant i es va malmetre tot l'encant del lloc, a més de gran part del quiosc modernista.